# Agathemerodea
Az Agathemerodea a rovarok (Insecta) osztályába és a botsáskák (Phasmatodea) rendjébe tartozó alrend.

## Rendszerezés
Az alrendbe az alábbi 1 család, 1 nem és 8 faj tartozik (lehet, hogy a lista hiányos):
- Agathemeridae Bradler, 2003
  - Agathemera
    - Agathemera claraziana
    - Agathemera crassa
    - Agathemera elegans
    - Agathemera grylloidea
    - Agathemera luteola
    - Agathemera maculafulgens
    - Agathemera mesoauriculae
    - Agathemera millepunctata